# Congea
Congea es un género de plantas con flores perteneciente a la familia Lamiaceae. Comprende 25 especies descritas y de estas, solo 12 aceptadas.

## Descripción
Son arbustos volubles o bejucos; con ramas subteretes, tomentosas con tricomas simples o estrellados. Hojas opuestas, simples. Inflorescencias en cimas capitadas, con 3-9 flores, dispuestas en panículas, pedunculadas; brácteas involucrales 4 o reducidas a 3 por fusión con la tercera bráctea profundamente emarginada. Flores bisexuales, zigomorfas. Cáliz infundibuliforme o campanulado, pentadentado, ligeramente agrandado en el fruto. Corola con un tubo delgado, glabra externamente, pelosa en la garganta, bilabiada, el labio inferior trifurcado, el labio superior bifurcado. Cuatro estambres, didínamos, insertados en la garganta de la corola; anteras subglobosas. Ovario obovado, ápice glandular, imperfectamente bilocular; dos óvulos por lóculo, el estigma capitiforme o cortamente bifurcado. Frutos en drupas, indehiscentes.

## Distribución y hábitat
Es un pequeño género de plantas trepadoras, nativas del sudeste de Asia, que raramente se ve cultivada fuera de los trópicos. Solo una especie, Congea tomentosa, se encuentra ocasionalmente en grandes jardines botánicos. 

## Taxonomía
El género fue descrito por William Roxburgh y publicado en Plants of the Coast of Coromandel 3: 90. 1819[1820]. La especie tipo es: Congea tomentosa Roxb.,    

## Especies aceptadas
A continuación se brinda un listado de las especies del género Congea aceptadas hasta septiembre de 2014, ordenadas alfabéticamente. Para cada una se indica el nombre binomial seguido del autor, abreviado según las convenciones y usos.	
1. Congea chinensis Moldenke - Yunnan, Birmania
2. Congea connata H.R.Fletcher - Tailandia
3. Congea forbesii King & Gamble - Malaysia, Sumatra
4. Congea griffithiana Munir - Laos, Tailandia, Birmania, Malasia; naturalizado en Sri Lanka
5. Congea hansenii Moldenke -  Tailandia
6. Congea × munirii Moldenke - Vietnam    (C. chinensis × C. connata)
7. Congea pedicellata Munir - Laos, Tailandia, Vietnam; naturalizado en Fiji
8. Congea rockii Moldenke -  Tailandia
9. Congea siamensis H.R.Fletcher - Tailandia, Birmania
10. Congea tomentosa Roxb.,
11. Congea velutina Wight - Tailandia, Birmania, Malasia, Sumatra
12. Congea vestita Griff. - Indochina